# Großblütiger Fingerhut
Der Großblütige Fingerhut (Digitalis grandiflora Mill., Syn.: Digitalis ambigua Murray) ist eine Pflanzenart aus der Familie der Wegerichgewächse (Plantaginaceae). Er wird auch als Großblütiger Gelber Fingerhut bezeichnet.

## Beschreibung
Der Großblütige Fingerhut ist eine mehrjährige, krautige Pflanze und kann während der Blütezeit eine Wuchshöhe von 70 bis 120 cm erreichen. Der blütentragende Spross beginnt sich aus einer grundständigen Blattrosette im Mai zu entwickeln. Im Juni und Juli trägt die Pflanze zwanzig oder mehr gelbe Blüten in einem nach einer Seite gerichteten traubigen Blütenstand. Die Blüten sind drüsig behaart, sie werden 3 bis 4 cm lang und weisen innen eine braune, netzförmige Zeichnung auf. Es werden zweifächrige, vielsamige Kapselfrüchte gebildet.
Die Chromosomenzahl der Art ist 2n = 56.

## Ökologie
Der Großblütige Fingerhut ist ein Hemikryptophyt und zählt zu den auffallendsten Waldpflanzen Mitteleuropas. Die vormännlichen Blüten werden durch Hymenoptera (Hummeln, Bienen) bestäubt; auch Selbstbestäubung ist möglich.

## Standortbedingungen
Man findet den Großblütigen Fingerhut zerstreut, aber gesellig in grasigen Staudenfluren, in Waldverlichtungen, Waldschlägen, an Waldrändern, in sonnigen Steinhalden. Er liebt mäßig basen-, mull- und stickstoffreichen Lehmboden. Nach ELLENBERG ist er eine subozeanisch verbreitete Halblichtpflanze, ein Frische- und Mäßigsäurezeiger. Er wächst auf mäßig stickstoffreichen Standorten und ist eine Verbandscharakterart der Weidenröschen-Waldlichtungsfluren (Epilobion angustifolii). Er ist auf Schlagflächen eine Charakterart des Calamagrostio-Digitalietum grandiflorae aus dem Atropion-Verband, an der subalpinen Waldgrenze eine lokale Charakterart des Sorbo-Calamagrostietum aus dem Verband der Hochgrasfluren (Calamagrostion arundinaceae), kommt aber auch in lichten Fagetalia-Gesellschaften oder im Verband Geranion sanguinei vor.
In den Allgäuer Alpen steigt sie im Tiroler Teil an der Jöchelspitze bis zu 1820 m Meereshöhe auf.
Die Art ist in Deutschland durch die BArtSchV besonders geschützt.

## Giftigkeit
Die Pflanze ist in allen Teilen durch Cardenolide (Digitalis-Glykoside) giftig. In den Blättern sind 0,2 % Glykoside vom Digitoxin-Typ und ca. 0,1 % solche vom Digoxin-Typ enthalten. Trotzdem spielt die Pflanze keine Rolle bei der Gewinnung von Herz-Glykosiden.

## Trivialnamen
Für den Großblütigen Fingerhut bestehen bzw. bestanden auch die weiteren deutschsprachigen Trivialnamen: Bocksbart, gele Fingerhütlin (Schlesien), Fuchskraut, gele Glöcklin, Neunkraut (bereits 1482 erwähnt), Waldschell und Wundkraut.

## Bilder

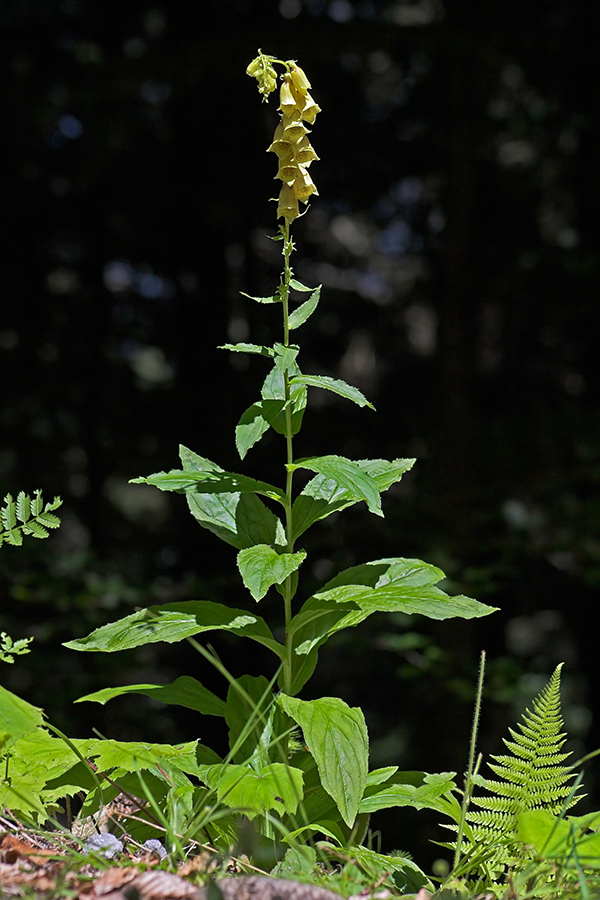
Digitalis grandiflora – Habitus
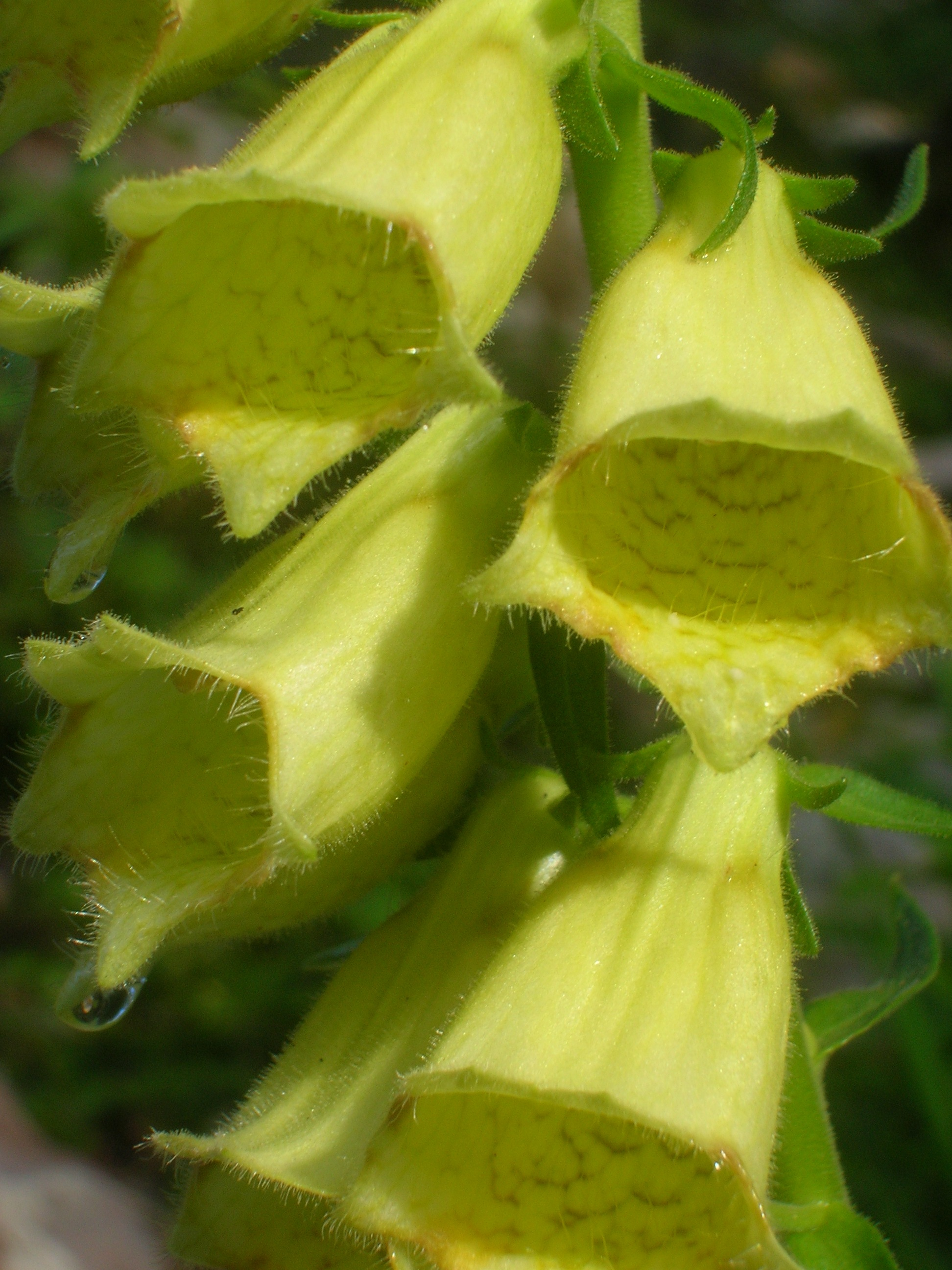
Blüten
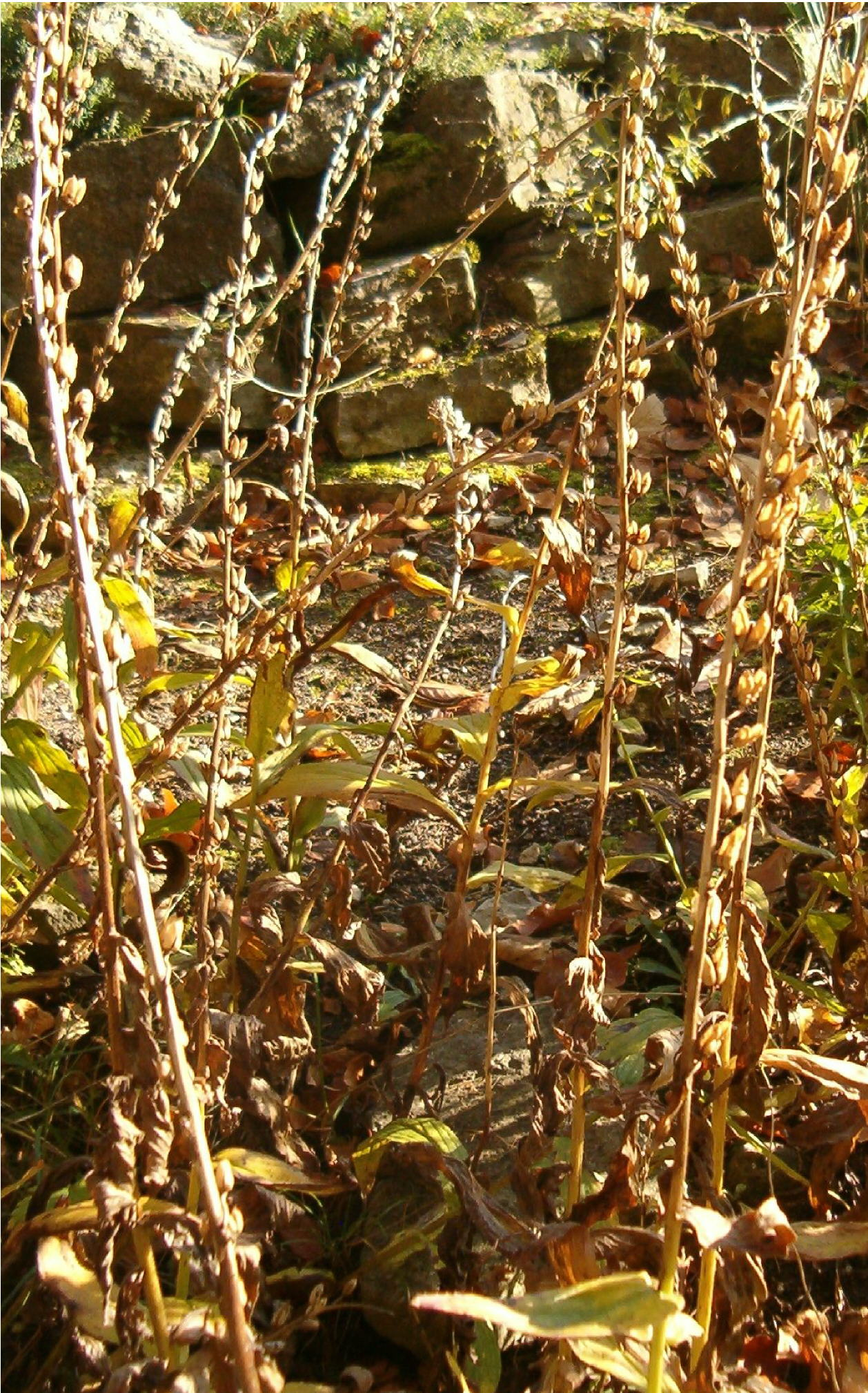
Früchte